# Hayato Fukushima
Hayato Fukushima (japanisch 福島 隼斗 Fukushima Hayato; * 26. April 2000 in Uki) ist ein japanischer Fußballspieler.

## Karriere
Fukushima erlernte das Fußballspielen in der Schulmannschaft der Ozu High School. Seinen ersten Vertrag unterschrieb er 2019 bei Shonan Bellmare. Der Verein aus Hiratsuka spielte in der höchsten japanischen Liga, der J1 League. 2020 wurde er für zwei Jahre nach Fukushima an den Drittligisten Fukushima United FC ausgeliehen. Für Fukushima bestritt er 40 Drittligaspiele. Nach der Ausleihe kehrte er im Januar 2022 zu Shonan zurück. 2022 bestritt er für Shonan vier Erstligaspiele. Im Februar 2023 wurde er an den Zweitligisten Tochigi SC ausgeliehen. Am Ende der Saison 2024 belegte er mit Tochigi den 18. Tabellenplatz und musste somit in die dritte Liga absteigen. Die Saison 2025 wurde er an den Zweitligisten Ehime FC verliehen.